# Sajószentpéter vasútállomás
Sajószentpéter vasútállomás egy Borsod-Abaúj-Zemplén vármegyei vasútállomás, Sajószentpéter településen, melyet a MÁV üzemeltet.

## Vasútvonalak
Az állomást az alábbi vasútvonalak érintik:
- Miskolc–Bánréve–Ózd-vasútvonal

## Kapcsolódó állomások
A vasútállomáshoz az alábbi állomások vannak a legközelebb:
- Sajószentpéter-Piactér megállóhely (Miskolc–Bánréve–Ózd-vasútvonal)
- Berente megállóhely (Miskolc–Bánréve–Ózd-vasútvonal)

## Megközelítés tömegközlekedéssel
- Helyközi busz:  3754, 4049, 4050, 4051

## Forgalom
| Járat              | Útvonal | Gyakoriság               |
| ------------------ | --- | ------------------------ |
| személyvonat       | Miskolc-Tiszai – Miskolc-Gömöri – Sajóecseg – Sajószentpéter – Kazincbarcika alsó – Kazincbarcika – Sajókaza – Vadna – Dubicsány – Putnok – Pogonyipuszta – Bánréve – Bánrévei Vízmű – Ózd alsó – Ózd | Napi 2 pár               |
| személyvonat       | Miskolc-Tiszai – Miskolc-Gömöri – Sajókeresztúr – Sajóecseg – Sajószentpéter – Kazincbarcika alsó – Kazincbarcika – Putnok – Bánréve – Ózd alsó – Ózd                                                 | 1-2 óránként             |
| Sajó expresszvonat | Kazincbarcika → Sajószentpéter → Sajóecseg → Miskolc-Gömöri → Budapest-Keleti | Vasárnap 1 Budapest felé |